# فرانز ويلهلم
فرانز ويلهلم هو مبارز بالسيف سويسري، ولد في 7 سبتمبر 1884 في لا شو دو فون في سويسرا، وتوفي في 25 فبراير 1968 في Estavayer-le-Lac ‏ في سويسرا.

## وصلات خارجية
- فرانز ويلهلم على موقع أوليمبيديا (الإنجليزية)